# Campionati europei di tuffi 2015 - Trampolino 3 metri maschile
La gara dei tuffi dal trampolino 3 metri maschile dei campionati europei di tuffi 2015 si è svolta presso la  Piscina Nettuno di Rostock in Germania e vi hanno preso parte 28 atleti.

## Medaglie
| Posizione | Atleti           | Paese   |
| --------- | ---------------- | ------- |
| Oro       | Matthieu Rosset  | Francia |
| Argento   | Evgeny Kuznetsov | Russia  |
| Bronzo    | Ilya Zakharov    | Russia  |

## Risultati
| Pos.    | Atleti                | Nazionalità   | Qualificazioni | Qualificazioni | Finale | Finale |
| Pos.    | Atleti                | Nazionalità   | Punti          | Pos.           | Punti  | Pos.   |
| ------- | --------------------- | ------------- | -------------- | -------------- | ------ | ------ |
| Oro     | Matthieu Rosset       | Francia       | 457,95         | 2              | 476,70 | 1      |
| Argento | Evgeny Kuznetsov      | Russia        | 452,70         | 3              | 467,60 | 2      |
| Bronzo  | Ilya Zakharov         | Russia        | 422,70         | 4              | 451,85 | 3      |
| 4       | Illya Kvasha          | Ucraina       | 421,80         | 5              | 439,75 | 4      |
| 5       | Patrick Hausding      | Germania      | 465,60         | 1              | 432,45 | 5      |
| 6       | Oleg Kolodiy          | Ucraina       | 379,95         | 7              | 413,95 | 6      |
| 7       | Stephan Feck          | Germania      | 385,30         | 6              | 412,95 | 7      |
| 8       | Yorick de Bruijn      | Paesi Bassi   | 378,50         | 8              | 403,75 | 8      |
| 9       | Jesper Tolvers        | Svezia        | 362,65         | 10             | 402,65 | 9      |
| 10      | Sztefanosz Paparunasz | Grecia        | 358,75         | 11             | 385,80 | 10     |
| 11      | Freddie Woodward      | Gran Bretagna | 375,45         | 9              | 363,10 | 11     |
| 12      | Andrei Pavluk         | Bielorussia   | 353,15         | 12             | 351,20 | 12     |
| 13      | Guillaume Dutoit      | Svizzera      | 351,60         | 13             |        |        |
| 14      | Constantin Blaha      | Austria       | 351,00         | 14             |        |        |
| 15      | James Denny           | Gran Bretagna | 350,90         | 15             |        |        |
| 16      | Antoine Catel         | Francia       | 346,45         | 16             |        |        |
| 17      | Nicolás García        | Spagna        | 336,10         | 17             |        |        |
| 18      | Vinko Paradzik        | Svezia        | 330,55         | 18             |        |        |
| 19      | Tommaso Rinaldi       | Italia        | 329,85         | 19             |        |        |
| 20      | Espen Bergslien       | Norvegia      | 320,85         | 20             |        |        |
| 21      | Héctor García         | Spagna        | 317,55         | 21             |        |        |
| 22      | Jouni Kallunki        | Finlandia     | 312,90         | 22             |        |        |
| 23      | Andrzej Rzeszutek     | Polonia       | 298,30         | 23             |        |        |
| 24      | Michele Benedetti     | Italia        | 298,05         | 24             |        |        |
| 25      | Kacper Lesiak         | Polonia       | 295,90         | 25             |        |        |
| 26      | Yauheni Karaliou      | Bielorussia   | 283,65         | 26             |        |        |
| 27      | DDaniel Jensen        | Norvegia      | 277,80         | 27             |        |        |
| 28      | Bóta Botond           | Ungheria      | 240,70         | 28             |        |        |